# Dilitio

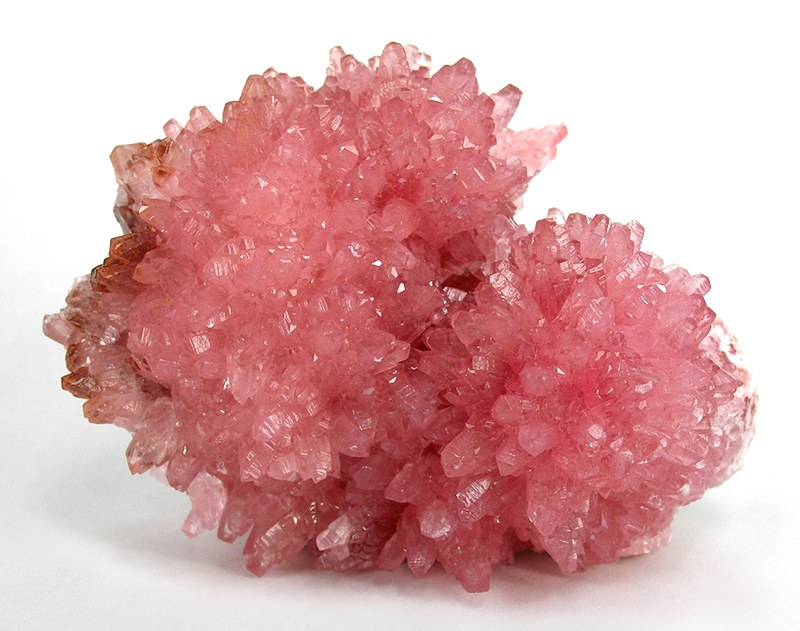
Imagen de cómo se vería el dilitio

El dilitio es un mineral cristalino ficticio del universo de Star Trek, aunque existe en la naturaleza como molécula biatómica fruto de la unión de dos átomos de Li (valencia de unión: 1). La colisión de un chorro de materia con otro de antimateria en un cristal de dilitio genera un plasma que sirve de fuente de energía para los motores de curvatura que permiten a las naves espaciales viajar más rápido que la luz. La utilidad del dilitio fue establecida en la serie Star Trek: La Nueva Generación; en películas y series anteriores su utilidad no estaba definida de manera clara.
En la serie original, los cristales de dilitio se formaban únicamente de manera natural, convirtiendo su búsqueda en el argumento de varias historias. En Star Trek IV: Misión: salvar la Tierra, Spock descubrió un método para recristalizar el dilitio que permitió a la tripulación regenerar los cristales del ave de presa klingon capturado. El método consistía en usar reactores de fisión del siglo XX para reunir fotones de alta energía que regeneraban los cristales.
Para evitar guiones basados en la búsqueda de cristales de dilitio, en La Nueva Generación el dilitio era sintetizado artificialmente. Además, estos cristales pueden ser recristalizados usando tecnología desarrollada en el tiempo transcurrido entre ambas series.
Una gran concentración de dilitio puede provocar que un planeta se vuelva geológicamente inestable, habiendo planetas que se han fragmentado. La tripulación del Enterprise-D encontró una manera de eliminar el exceso de dilitio de estos planetas para salvarlos.
Ni el trilitio, ni el paralitio existen en el mundo real, pero sugieren nuevas formas, aún no descubiertas, del litio.
En el videojuego Nethack, los cristales de dilitio son las gemas más valiosas que se pueden encontrar. Son blancas, y tienen la misma dureza que el vidrio sin valor.
- Datos: Q1186751